# Därligen
Därligen är en ort och kommun vid Thunsjön i distriktet Interlaken-Oberhasli i kantonen Bern, Schweiz. Kommunen har 416 invånare (2023).